# Ignasi Labastida i Juan
Ignasi Labastida i Juan (1970) és un investigador i activista del coneixement lliure català. Es doctorà en Física a la Universitat de Barcelona i és responsable de la Unitat de Suport a la Recerca del CRAI de la mateixa universitat, on dirigeix l'Oficina de Difusió del Coneixement. Des de l'any 2003 va liderar el projecte Creative Commons a Catalunya i Espanya. Ha promocionat i contribuït en la creació de material de formació sobre ciència oberta. Des del març de 2019 presideix la Junta de SPARC Europe.